# トレイン・トレイン (鉄道模型ウェブサイト)
トレイン・トレイン (Train2) とは、アシアルがかつて運営していた鉄道模型のコミュニティウェブサイトである。2008年開設、2015年12月18日をもって全サービスを終了した。ユーザーによる略称は「トレトレ」。

## 概要
鉄道ファンを対象とした、鉄道模型専門のユーザー参加型コミュニティサイトとしては日本初である。パソコン版と携帯電話版があり、表示方法やサービスの利用方法などにおいて相違点があるものの、内容は同一である。
ユーザー登録による会員制サイトである。ユーザー登録後は各種コンテンツに参加可能となり、また会員ユーザーはサイト内でブログの作成も可能である。また会員登録を行ったユーザーは、レイアウト作成ソフトウェアである「Railroader」のダウンロードが可能となる。この「Railroader」はKATO、TOMIX、メルクリンのNゲージ、Zゲージ、HOゲージの線路 (一部を除く) に対応したソフトウェアであり、レイアウトの線路配線設計などに使用できる。
開設後もアシアルによりコンテンツの追加など、随時機能強化が行われていた。

## 沿革
- 2008年3月21日 - 開設。
- 2009年4月17日 - 鉄道模型通信販売を開始。
- 2011年2月 - コミュニティを新設。
- 2015年12月18日 - 全サービス終了。

## 主なコンテンツ
コンテンツは以下のようなものがある。
- ブログ
各ユーザーが鉄道模型及び実物の鉄道に関するブログをサイト内で作成、公開する事ができる。
- 掲示板
鉄道模型や実物の鉄道で交流を図る為に設置されている。
- コレクション
ユーザーが自慢の鉄道模型を公開する事が出来る。
- 製品レビュー
ユーザーが製品を評価・評論する事が出来る。
- 講座
鉄道模型の入門講座、諸星昭弘によるレイアウトの作成講座が用意されている。
- 用語集
鉄道模型や実物の鉄道の用語の説明が作成・編集可能である。
- 鉄マップ
ユーザーにより鉄道模型店、鉄道関連施設、駅、撮影ポイント、その他の投稿が可能である。
- VRM ONLINE
鉄道模型の世界初のオンラインシミュレータソフトウェアで、アイマジックが開発している。コンピュータ上で鉄道模型を走らせる事が出来、各種車両や情景も用意されている。サービス当初は入会金1500円、アカウント維持費は30日間1000円だったが、2009年2月2日に料金体制の見直しが行われ、基本無料のパーツ課金へ変更された。[1]
トレイン・トレインサービス終了後も本コンテンツは独立して運営されている。
- イベント情報
ユーザーによる投稿が可能なイベント情報。個人及び学校・鉄道模型クラブ等の団体の鉄道模型イベントの宣伝も可能である。
- コミュニティ
利用者がコミュニティを作成し、鉄道模型等共通の話題を持つ他の利用者がコミュニティに参加する仕組みである。

## 類似サイト
このサイトの後に、類似サイトとして関水金属（カトー）が開設し管理する「ジオタウンドットコム」が作られた。